# Text instructiu
El text instructiu té la funció de proporcionar instruccions clares i ordenades per realitzar una acció. Es caracteritza per un llenguatge objectiu, precís i directe, evitant l'ambigüitat i la subjectivitat. Per garantir la seva eficàcia, segueix una estructura seqüencial i utilitza formes verbals com l'imperatiu o l'infinitiu per indicar accions concretes. Un text instructiu té una estructura ordenada que inclou un títol, una introducció opcional i un cos amb les instruccions; també pot incorporar recursos gràfics. A més, inclou elements de cohesió, com llistes numerades i connectors temporals, que afavoreixen la comprensió. Pot presentar-se en forma de llista d’ordres, amb frases curtes i numerades, o com un text redactat en paràgrafs més desenvolupats. Aquest tipus de text és essencial en manuals d'ús, receptes de cuina, normes de seguretat, protocols i instruccions per a jocs o activitats, ja que facilita la transmissió de coneixements pràctics i minimitza errors en l’execució de tasques. Segons la seva funció es classifiquen com a normatius, procedimentals o persuasius.